# 2023 în România
2020 - 2021 - 2022 - 2023 - 2024

## Componența conducerii statului
- Președinte: Klaus Iohannis
- Prim-ministru: Nicolae Ciucă
- Viceprim-miniștri: Kelemen Hunor și Sorin Grindeanu
- Președintele Camerei Deputaților: Marcel Ciolacu
- Președinta Senatului: Alina Gorghiu (interimar)
- Președinta Înaltei Curți de Casație și Justiție: Corina Corbu
- Președintele Curții Constituționale a României: Marian Enache

## Evenimente

### Ianuarie
- 1 ianuarie:
  - Salariul minim brut crește de la 2.550 de lei la 3.000 de lei, în timp ce salariul minim din construcții crește la 4.000 de lei.[1]
  - Punctul de pensie ajunge la 1.785 de lei.[2]
  - O lege privind impozitarea bacșișurilor intră in vigoare. Legea prevede trecerea bacșișului pe bonul fiscal al mesei, impozitarea a 10% din costul mesei pentru plătitorii cu cardul și impune o cotă până în 15% din valoarea mesei să fie plătită drept bacșiș de consumatori, ori ca ei să plătească o sumă fixă pe care o specifică în avans.[3]

### Februarie
- 10 februarie:
  - Sistemul de supraveghere aeriană al Forțelor Aeriene Române a detectat o rachetă de croazieră lansată de pe Marea Neagră, de pe o navă a Rusiei. Acesta a intrat în spațiul aerian al Ucrainei, apoi al Republicii Moldova și a reintrat în spațiul aerian ucrainean fără să intersecteze, în niciun moment, spațiul aerian al României. Două aeronave MiG-21 LanceR ale Forțelor Aeriene Române din serviciul de luptă Poliție Aeriană sub comandă NATO, care se aflau în acea perioadă într-un zbor de exercițiu, au fost redirecționate către zona de nord a României pentru a suplimenta opțiunile de reacție.[4][5]

## Evenimente preconizate

### Ianuarie
- 3 ianuarie – Conturile bancare a clienților Băncii Românești devin conturi ale EximBank, ca urmare a fuziunii prin absorbție de către EximBank a Băncii Românești.[6]

- 6 ianuarie – Mandatele președintelui CSM, Marian Budă,[7] și ale doi reprezentanți ai societății civile din componența CSM, Victor Alistar și Romeu Chelariu, sunt preconizate să se încheie.[8]

### Februarie
- 17-19 februarie – Municipiul Timișoara este preconizat să își înceapă programul cultural cu ocazia titlului de Capitală Europeană a Culturii în anul 2023.[9]

### Martie
- 1-4 martie – Este de așteptat ca André Rieu să concerteze de patru ori, timp de patru zile, în mod consecutiv, pe BTarena din Cluj, acompaniat de Johann Strauss Orchestra.[10]

### Noiembrie
- 30 noiembrie – Sistemul de Garanție-Returnare RetuRO pentru diverse ambalaje este preconizat să intre în funcțiune.[11]

## Decese

### Ianuarie
- 2 ianuarie: Dumitru Radu Popescu, 87 de ani, scriitor, membru titular al Academiei Române (n. 1935);
- 3 ianuarie: Mitică Popescu, 86 de ani, actor (n. 1936).

### Februarie
- 6 februarie: Răzvan Theodorescu, 83 de ani, istoric de artă, membru al Academiei Române;
- 25 februarie: Mihai Șora, 106 ani, filozof, eseist;
- 25 februarie: Victor Babiuc, 84 de ani, om politic, ministru al Apărării.

### Martie
- 12 martie: Rudel Obreja, 57 de ani, boxer, om de afaceri;
- 29 martie: Tiberiu Ceia, 82 de ani, cântăreț de muzică populară.

## Legături externe
Materiale media legate de 2023 în România la Wikimedia Commons